# W212
El W212 és una marca interna Mercedes-Benz per a un sedan que es ven com un E-Class de novena generació, reemplaçant els anteriors models W211. C207 és la marca de xassís per a la relacionada E-Class Coupe, un reemplaçament per la CLK-Class coupe i cabriolet. La nova E-Class va eixir a la venda a Europa el març de 2009. El treball de disseny va començar el 2004 després del programa de desenvolupament començat el 2003, amb el disseny de Thomas Stopka sent triat el 2005. Després de refinaments i consideracions d'enginyeria fent-se, les especificacions particulars del projecte es van congelar el 2006. Certs elements del disseny exterior són preses de les anteriors W204 C-Class i W221 S-Class dissenyades en 2002 i 2003. Els voluminosos arcs de roda posteriors estan dissenyats per ser una reminiscència de les flamarades de defensa dels històrics models Mercedes "Ponton" dels 50. El disseny de la E-Class W212 i C207 va ser mostrat per l'estudi de disseny ConceptFASCINATION el setembre del 2008.